# Miha Klinar
Miha (Marjan) Klinar, slovenski pisatelj in pesnik, * 13. julij 1922, Jesenice, † 23. marec 1983, Jesenice.
Klinar je maturiral leta 1943 na gimnaziji v Beljaku. Po maturi je odšel v partizane. Do leta 1947 je bil pri odredu JLA v Coni A Julijske krajine urednik Biltena in odredove vojaške oddaje na Radiu Trst, nato pa je na Jesenicah in Kropi do 1952 deloval kot novinar, odtljej pa je na Jesenicah živel kot svobodni književnik.
Poleg krajše proze in sestavkov o delavskem in osvobodilnem  gibanju na Gorenjskem je pisal pesmi z motivi iz NOB in o osebnih doživetjih. Objavljal je tudi članke in študije iz zgodovine NOB. Prve pesmi je objavil pred vojno v Mentorju in Naši rasti.
Njegov oče je bil dramatik France Klinar (1896–1945).